# Брандон Алмеида
Брандон Пјери Круз де Алмеида (порт. Brandonn Pierry Cruz de Almeida; Сао Пауло, 16. март 1997) бразилски је пливач чија специјалност су појединачне трке мешовитим стилом, те трке слободним стилом на 1500 метара.
Некадашњи је светски јуниорски рекордер у дисциплини 400 мешовито (4:14,07 минута испливан 2015. године).

## Спортска каријера
Алмеида је на међународној сцени дебитовао 2013. на Светском првенству за јуниоре у Дубаију где је пливао у тркама на 800 и 1500 метара слободним стилом, остваривши пласмане на 10, односно 15. место у укупном поретку. У априлу 2015. учестовао је на митингу Трофеј Марије Ленк у Сао Паулу на ком је испливао нови национални рекорд у трци на 1.500 слободним стилом (15:12,20 минута). Три месеца касније на Панамеричким играма у Торонту осваја злато у трци на 400 мешовито, те бронзу на 1.500 слободно уз нови национални рекорд (15:11,70 минута).
Алмеида је био део бразилског олимпијског тима на ЛОИ 2016. у Рио де Жанеиру. У Рију је наступио у две дисциплине, на 400 мешовито је заузео 15. место у квалификацијама, док је у трци на 1500 слободно био тек 29. у укупном поретку.
На светским сениорским првенствима дебитовао је у Будимпешти 2017. где се такмичио у дисциплини 400 мешовито у којој је заузео укупно 7. место у финалу. Две године касније, у Квангџуу 2019, у истој дисциплини је заузео 11. место у полуфиналу.